# Tojiño
Tojiño (llamado oficialmente O Toxiño) es un lugar español situado en la parroquia de Cambás, del municipio de Aranga, en la provincia de La Coruña, Galicia.

## Demografía
| Gráfica de evolución demográfica de Toxiño entre 2000 y 2018 |
|                                                              |
| Datos según el nomenclátor publicado por el INE.             |